# Gevangenis van Marche-en-Famenne
De gevangenis in de Belgische stad Marche-en-Famenne werd in 2013 in gebruik genomen. Ze biedt plaats aan 250 mannelijke veroordeelden, 50 doorverwezen gedetineerden of gedetineerden onder aanhoudingsbevel en 11 vrouwen.
De gevangenis was een van de nieuwe gevangenissen voorzien door het Masterplan 2008–2012–2016 voor een gevangenisinfrastructuur in humane omstandigheden dat een antwoord moet bieden op de overbevolking in gevangenissen in België. Ze werd na twee jaar werkzaamheden op 17 oktober 2013 ingehuldigd. De eerste gedetineerden kwamen op 5 november dat jaar toe.
Het complex is gebouwd in stervorm waarbij vier vleugels vertrekken vanuit een centrale toezichtskern. Elke vleugel telt 75 cellen, uitgerust met een douche, een televisie en een telefoon. Een van de cellen is bovendien aan mensen met een beperkte mobiliteit aangepast. Op elke vleugel bevinden zich een ontspanningszaal, leslokaal, fitnesszaal, wasserij, keuken en gesprekslokalen. De gevangenis beschikt ook over een omnisportzaal, vier werkplaatsen en een zittingszaal die de strafuitvoeringsrechtbank kan gebruiken en waarin de raadkamer kan zetelen.